# Malthonica paraschiae
Malthonica paraschiae är en spindelart som beskrevs av Brignoli 1984. Malthonica paraschiae ingår i släktet Malthonica och familjen trattspindlar.
Artens utbredningsområde är Grekland. Inga underarter finns listade i Catalogue of Life.